# Teheran (Verwaltungsbezirk)
Teheran (persisch شهرستان تهران) ist ein Schahrestan in der Provinz Teheran im Iran. Er enthält die Landeshauptstadt Teheran, welche auch die Hauptstadt des Kreises ist.

## Demografie
Bei der Volkszählung 2016 betrug die Einwohnerzahl des Kreises 8.737.510. Die Alphabetisierung lag bei 94,8 Prozent der Bevölkerung. Knapp 99,5 Prozent der Bevölkerung lebten in urbanen Regionen.
| Zensusjahr | Einwohnerzahl |
| ---------- | ------------- |
| 1956       | 1.512.082     |
| 1966       | 2.719.730     |
| 2006       | 7.892.340     |
| 2011       | 8.150.000     |
| 2016       | 8.737.510     |